# Piper J-5
De Piper J-5 Cub Cruiser is een Amerikaans eenmotorig hoogdekker driezitter sportvliegtuig dat tussen 1940 en 1946 werd geproduceerd door Piper Aircraft. De eerste vlucht was in juli 1939.

## Ontwerp en historie
De Piper J-5 was de opvolger van de Piper J-3 Cub. De J-5 had een bredere romp en een grotere 75 pk-motor. De J-5 was de laatste uit de J-serie. Na de Tweede Wereldoorlog begon Piper met de PA-serie. De Piper J-5C werd hernoemd naar de Piper PA-12 Super Cruiser. De J-5 en de J-5A hadden Continental-motoren. Vanaf de J-5B kwamen de motoren van de firma Lycoming. 
De J-5-constructie bestaat uit een geheel metalen frame dat is bespannen met doek. Het toestel heeft een viercilinder luchtgekoelde boxermotor. De piloot zit voorin met daarachter twee krap bemeten zitplaatsen voor de passagiers. Het J-5-toestel is zowel civiel als militair ingezet.
Er bestaat ook een vierzitter variant: de Piper PA-14 Family Cruiser

## Varianten

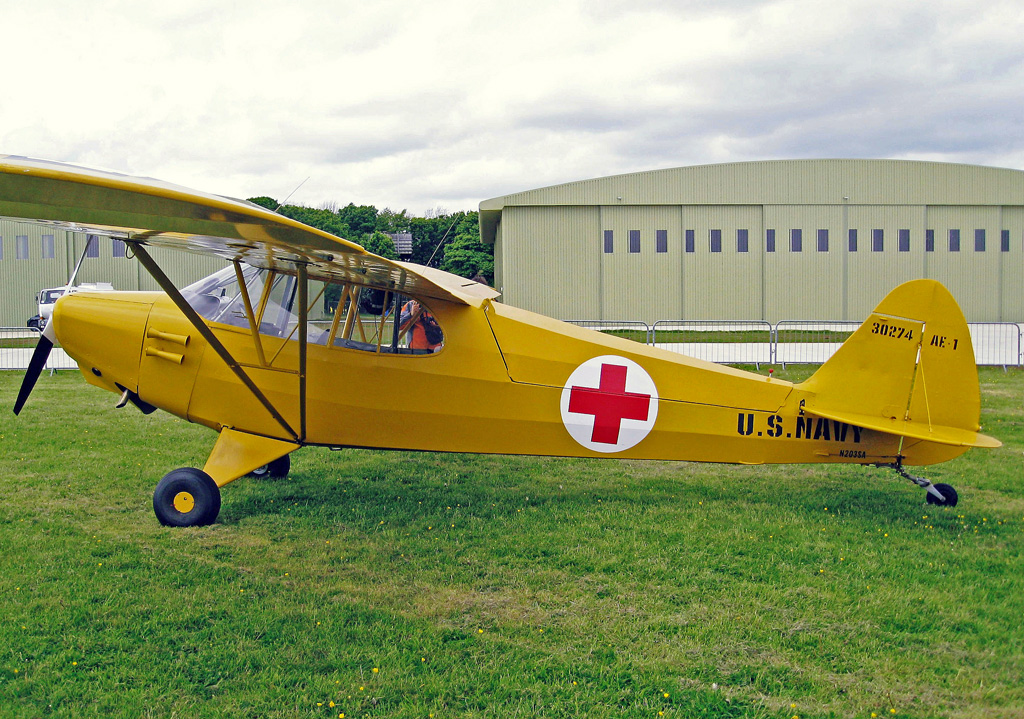
Piper AE-1 Ambulancevliegtuig, met een grote scharnierende klep in de rompachterkant.

J-5
Met 75pk Continental A-75-8-motor.
J-5A
Met Continental A-75-9-motor.
J-5A-80
J-5A aangepast met een 80pk Continental A-80-8-motor.
J-5B
Met een 75pk Lycoming O-145-B-motor.
J-5C
Variant met een 100pk Lycoming O-235-B motor.
J-5CA
Prototype ambulancevliegtuigvariant aangeduid als HE-1 voor de Amerikaanse Marine.
J-5CO
Prototype verkenningsvliegtuig, later aangepast naar de L-4X als prototype voor de militaire L-14-versie.
J-5D
In 1946 gebouwd vliegtuig met een 125 pk Lycoming-motor.

### Militaire aanduidingen
YL-14
Prototype vliegtuig voor verbindingstaken voor de  United States Army Air Force (USAAF), vijf gebouwd.
L-14
Productievariant van de YL-14, order voor 845 stuks geannuleerd. Negen stuks reeds in aanbouw zijn als civiele versie afgebouwd.
AE-1
HE-1 hernoemd in 1943 als ambulancevliegtuig.
HE-1
Militaire hospitaalvariant voor de Amerikaanse Marine met scharnierende deur in de bovenkant romp voor een stretcher, 100 gebouwd en later hernoemd naar AE-1.
UC-83
Vier J-5A-vliegtuigen voor militaire missies in Panama, later aangeduid als L-4F.
L-4F
Vier UC-83-toestellen hernoemd en 39 J-5A-vliegtuigen in dienst genomen.
L-4G
J-5B in militaire dienst, 34 toestellen.

## Specificaties
- Type: J-5
- Fabriek: Piper Aircraft
- Bemanning: 1
- Passagier: 2
- Lengte: 6,86 m
- Spanwijdte: 10,82 m
- Hoogte: 2,08 m
- Leeg gewicht: 376 kg
- Maximum gewicht: 658 kg
- Motor: 1 × Lycoming GO-145-C2 viercilinder boxermotor, 75 pk (56 kW)
- Propeller: tweeblads hout
- Eerste vlucht: juli 1939
- Aantal gebouwd: 1507 (1940-1946)

Prestaties:
- Maximumsnelheid: 154 km/u
- Kruissnelheid: 138 km/u
- Overtreksnelheid: 68 km/u
- Klimsnelheid: 2,3 m/s
- Plafond: 3100 m
- Vliegbereik: 690 km